# Свети Дионисий Олимпийски Нов
Вижте пояснителната страница за други значения на Дионисий.
„Свети Дионисий Олимпийски Нов“ (на гръцки: Μονή του Αγίου Διονυσίου του εν Ολύμπω) е ставропигиален манастир в Егейска Македония, Гърция.

## Местоположение
Манастирът е разположен на 3 km северозападно от Литохоро в планината Олимп и на 15 km от „Свети Дионисий Олимпийски Стар“.

## История
Манастирът е построен след разрушаването от нацистите на стария манастир в 1943 година. Издигнат е на мястото на стария метох на Скала, построен в 1650 година. Католиконът е посветен на Успение Богородично. Иконостасът му е украсен с икони, изписани в 1955 година от иконописеца Фотис Контоглу.
В абатската зона се допускат само мъже. Тук са килиите на монасите, работилниците, трапезарията и католиконът, където се провеждат ежедневните служби. В останалата част, до която имат достъп всички поклонници, е построена нова великолепна църква, посветена на Свети Дионисий, където всяка неделя се отслужва литургия.
Преброявания общо за стария и новия манастир
| Година    | 1913 | 1920 | 1928 | 1940 | 1951 | 1961 | 1971 | 1981 | 1991 | 2001 | 2011 | 2021 |
| --------- | ---- | ---- | ---- | ---- | ---- | ---- | ---- | ---- | ---- | ---- | ---- | ---- |
| Население | 15   | 13   | 27   | 6    | 4    | 5    | 16   | 3    | 16   | 26   | 25   | 30   |